# Contacte cu OZN-uri în România
În Țările Române, o primă atestare a unui fenomen bizar vine din anul 1517 în ziua de 8 Noiembrie și este menționată în Letopisețul Moldovenesc: "sămn mare s-au arătat pe ceriu, c-au strălucit dinspre miadzănoapte ca un chipu de om, de-au stătut multă vreme și iară s-au ascuns în văzduh" (Cându au venit Trifăilă cu oaste ungurească asupra lui Bogdan vodă).
În timpul atacului din 15 octombrie 1595 al lui Mihai Viteazul asupra orașului Târgoviște aflat pe atunci sub ocupație otomană, este menționată apariția unei "comete" bizare care a stat țintuită pe cer, deasupra taberei muntene, timp de "un ceas sau două", pentru ca apoi să dispară fără urmă.
Cele mai importante cazuri OZN din ultimul secol în România, sunt următoarele:

### Munții Apuseni (1904)
În anul 1904, în munții Apuseni, vara într-o noapte, un țăran cu carul său pe câmp, treaz, vede, speriat, o roată de foc coborând din văzduh peste munți, apropiindu-se de el, învârtindu-se. Când ajunge lângă el, roata de foc se preface în om și “om cu om se priviră. Lung fără a-și spune un cuvânt”.

### Avioane-fantomă (1913)
În anul 1913, în România s-ar fi înregistrat un alt fenomen OZN. Timp de o lună, ar fi fost semnalate 23 de cazuri de apariții ale unor obiecte zburătoare neidentificate de formă rotundă, care emiteau o lumină foarte puternică. Cercetările ar fi scos la iveală faptul că OZN-urile ar fi zburat deasupra unor unități militare situate în apropierea orașelor românești Focșani, Brăila, Iași și Târgoviște. Evenimentele nu au fost ocolite de presa vremii. Ziarele de atunci ar fi relatat despre aceste întâmplări aflate în mister, precizând chiar faptul că soldații înregimentați în respectivele unității ar fi încercat să gonească bizarele farfurii zburătoare cu salve de tun. Poziția Ministerului Apărării din acele vremuri(1913) a fost una imparțială, oficialii din Armată precizând faptul că nu a fost vorba de OZN-uri, ci despre o serie de avioane - fantomă rusești plecate în recunoaștere.

### Triunghiul zburător (1967)
În anul 1967 pe cerul localității Berzasca, a staționat timp de o oră un “triunghi zburător”, fiind privit de câțiva localnici. Un an mai târziu, deasupra regiunii Banat, a survolat timp de 38 de ore tot un triunghi zburător fiind văzut de mai mulți oameni, printre care și meteorologi și ingineri. 

### Pădurea Baciu (1968)
În anul 1968 a fost fotografiat un obiect zburător de formă discoidală ce se deplasa lent, la joasă înălțime, deasupra pădurii Baciu, de lângă Cluj. Plecat să se relaxeze alături de prietenii săi într-o poiană din inima pădurii, un bărbat ar fi observat pe cer un obiect mare argintiu, de formă rotundă, aplatizat, care se mișca pe direcția NV–SE, ce aducea cu o farfuire întoarsă. Omul a scos aparatul de fotografiat și a făcut câteva instantanee. Pozele făcute atunci au reprezentat o dovadă a apariției unui OZN. Fotografiile au fost analizate de numeroși experți din Europa care au confirmat faptul că, într-adevăr, planșele fotografice au suprins un OZN.

### Hodarasti, Dâmbovița (1968)
În anul 1968, în luna septembrie, în localitatea Cornești județul Dâmbovița , sat Hodarasti, o sferă luminoasă de culoare portocalie spre roșu inchis a fost observată de un localnic când se întorcea spre casă spre înserat , deasupra copacilor, stând la punct fix. Odată observată, localnicul s-a apropiat de ea de curiozitate, dar cu teamă la cca 400m de obiect .. Sfera s-a stins foarte rapid,iar 2 zile mai târziu a fost observată din nou în zona Ploiești a rafinăriei Vega de către localnici..

### Valea Plopului (1972)
Într-una dintre nopțile dintre 2 și 6 septembrie 1972 (nu s-a putut stabili cu precizie data), în jurul orelor 24.00-01.00, Vasile Carabuș, paznic de noapte la CAP Posești, a văzut, de pe dealul Tăbăcioi, un obiect strălucitor, «o stea cu coadă» de culoare galbenă, traversând cerul, planând și aterizând lin într-o livadă aflată la circa 2 kilometri de el, pe dealul La Odaia. 

### Vălenii de Munte(1974)
La 2 februarie, în jurul orei 18.00 un număr mare de martori a observat deplasarea, pe directia SV - NV, a unui obiect luminos, strălucitor, cu o trena colorată și alungită, care împrăștia în jur steluțe și scântei - posibil un bolid. La 8 februarie, Călin Turcu este chemat de un grup de eleve de la Casa de Copii Școlari din Vălenii de Munte. Sunt observate plutind doua sfere luminoase, silențioase, portocalii, învăluite într-un halou alburiu care s-au contopit într-un singur obiect care a dispărut cu mare viteză.

### Bâlea Lac (1978)
În zilele de 23-25 septembrie 1978, nu departe de cabana Bâlea Lac a avut loc una dintre cele mai terifiante întâlniri de gradul III, precum și unul dintre rarele cazuri în care oamenii au fost atacați de entități necunoscute. Victimele, circa 20 de militari în termen, incartiruiți într-o fostă cabană din apropiere de lacul Bâlea.

### Alexeni (1984)
În ziua de 23 august 1984 la baza militară Alexeni un obiect necunoscut a fost reperat prin instrumente optice (lunete, teodolite). Avea formă ovoidală, lung de 2–3 m și lat de 1,5 m părând să fie făcut dintr-un material strălucitor, asemănător aluminiului.

### Mălina
Un obiect aplatizat, argintiu-mat, fără hublouri sau alte geamuri plutind în aer cam la 1,5 metri de sol. O ceață verde-albăstruie învăluia obiectul.

### Aeroportul Mihail Kogălniceanu(1988)
În luna octombrie 1988 la ora 14.14, stația radar care deservea aerodromul a semnalat turnului de control și punctului de conducere a zborului, că pe direcția nord-sud se deplasează, la altitudinea de 7000 de metri și cu o viteză de 11000 km/h un obiect, format din mai multe „obiecte-elementare”.

### MunteleRetezat
Membrii unui grup de turiști au observat spre Valea Rea, o lumină de un alb intens. Apoi o alta, de un albastru pal. După câteva minute, o multitudine de puncte luminoase verzi, albastre, turcoaz dar și galben-roșiatice și roz. Ele au luat mai întâi forma unui ovoid, situat în partea de sus dreapta a văii, care s-a transformat într-un cilindru bine conturat; au urmat un paralelipiped cu toate laturile luminate, un triunghi și un obiect în formă de inimă uriașă. 

### Arad(1994)
În luna iunie 1994 a fost observat un disc luminos, perfect rotund, foarte mare, având o cupolă transparentă, plutind la trei metri deasupra lanului de grâu. În ușa navei stăteau doi indivizi cu înfățișare umană cu barbă și ochi oblici, iar alții și mișcau capurile.

### Certești(1996)
În noaptea de 8 spre 9 iunie 1996, un OZN plutind deasupra șoselei iar lângă el se mișcau trei omuleți cu înfățișare neobișnuită. Obiectul  era discoidal, avea diametrul de circa 5-6 metri și circa 2-2,5 metri înălțime.

### Aeroportul Otopeni (1997)
În iulie 1997, operatorii din turnul de control de la aeroportul Otopeni au remarcat apariția unei lumini circulare, situată în vestul aeroportului, între Buftea și Corbeanca. Prin binocluri, s-a văzut că la mijlocul petei circulare era o fâșie orizontală colorată în alb, portocaliu și roșu, culori care se transformau una într-alta. Păreau să fie două globuri de dimensiuni diferite, lipite unul de altul, care se mișcau într-o zonă strict delimitată.

### Râmnicu Vâlcea(2004)
In ziua de 05.05.2004 s-a observat trecerea cu viteză relativ mare a unui obiect de forma unui corp compus sau un grup de 4 lumini așezate simetric pe o traiectorie ușor ascendentă, timp de 1,41 de secunde.

### Câmpia Turzii (2007)
Pe 31 octombrie 2007, în timpul unui  zbor de antrenament desfășurat la Baza Aeriană 71 de lângă Câmpia Turzii, carlinga avionului este spartă în urma contactului cu patru obiecte zburătoare neidentificate.

### Lumina de pe deal ,,Gherla" 2018
În data de 25.02 2018 la lăsarea serii, o lumină ciudată a fost descoperită pe dealul Bunești de o cameră de supraveghere din centrul orașului. Lumina stă acolo un sfert de oră apoi pleacă. 